# Amphoe Takhli
Amphoe Thakli (Thai: อำเภอ ตาคลี) ist der südlichste Landkreis (Amphoe) der Provinz Nakhon Sawan. Die Provinz Nakhon Sawan liegt im südlichen Teil der Nordregion von Thailand.

## Geographie
Benachbarte Distrikte (von Norden im Uhrzeigersinn): die Amphoe Phayuha Khiri und Tak Fa der Provinz Nakhon Sawan, die Amphoe Nong Muang und Ban Mi der Provinz Lop Buri, Amphoe In Buri der Provinz Sing Buri sowie die Amphoe Sapphaya, Mueang Chai Nat und Manorom der Provinz Chai Nat.

## Geschichte
Der Ort Chansen war bereits in prähistorischer Zeit bewohnt, wie Ausgrabungen zeigen.

## Verwaltung

### Provinzverwaltung
Der Landkreis Takhli ist in zehn Tambon („Unterbezirke“ oder „Gemeinden“) eingeteilt, die sich weiter in 127 Muban („Dörfer“) unterteilen.
| Nr. | Name           | Thai    | Muban | Einw.  |
| --- | -------------- | ------- | ----- | ------ |
| 01. | Takhli         | ตาคลี    | 24    | 52.122 |
| 02. | Chong Khae     | ช่องแค   | 12    | 08.273 |
| 03. | Chan Sen       | จันเสน   | 12    | 07.623 |
| 04. | Huai Hom       | ห้วยหอม  | 11    | 04.894 |
| 05. | Hua Wai        | หัวหวาย  | 14    | 09.049 |
| 06. | Nong Pho       | หนองโพ  | 15    | 10.047 |
| 07. | Nong Mo        | หนองหม้อ | 07    | 03.594 |
| 08. | Soi Thong      | สร้อยทอง | 10    | 04.585 |
| 09. | Lat Thippharot | ลาดทิพรส | 13    | 05.007 |
| 10. | Phromnimit     | พรหมนิมิต | 09    | 05.737 |

### Lokalverwaltung
Es gibt eine Kommune mit „Stadt“-Status (Thesaban Mueang) im Landkreis:
- Takhli (Thai: เทศบาลเมืองตาคลี) bestehend aus Teilen des Tambon Takhli.

Es gibt eine Kommune mit „Kleinstadt“-Status (Thesaban Tambon) im Landkreis:
- Chong Khae (Thai: เทศบาลตำบลช่องแค) bestehend aus den Teilen der Tambon Chong Khae, Phromnimit.

Außerdem gibt es zehn „Tambon-Verwaltungsorganisationen“ (องค์การบริหารส่วนตำบล – Tambon Administrative Organizations, TAO)
- Takhli (Thai: องค์การบริหารส่วนตำบลตาคลี) bestehend aus Teilen des Tambon Takhli.
- Chong Khae (Thai: องค์การบริหารส่วนตำบลช่องแค) bestehend aus Teilen des Tambon Chong Khae.
- Chan Sen (Thai: องค์การบริหารส่วนตำบลจันเสน) bestehend aus dem kompletten Tambon Chan Sen.
- Huai Hom (Thai: องค์การบริหารส่วนตำบลห้วยหอม) bestehend aus dem kompletten Tambon Huai Hom.
- Hua Wai (Thai: องค์การบริหารส่วนตำบลหัวหวาย) bestehend aus dem kompletten Tambon Hua Wai.
- Nong Pho (Thai: องค์การบริหารส่วนตำบลหนองโพ) bestehend aus dem kompletten Tambon Nong Pho.
- Nong Mo (Thai: องค์การบริหารส่วนตำบลหนองหม้อ) bestehend aus dem kompletten Tambon Nong Mo.
- Soi Thong (Thai: องค์การบริหารส่วนตำบลสร้อยทอง) bestehend aus dem kompletten Tambon Soi Thong.
- Lat Thippharot (Thai: องค์การบริหารส่วนตำบลลาดทิพรส) bestehend aus dem kompletten Tambon Lat Thippharot.
- Phromnimit (Thai: องค์การบริหารส่วนตำบลพรหมนิมิต) bestehend aus Teilen des Tambon Phromnimit.

## Flugverkehr
- Der Militärflugplatz Takhli (IATA-Code: TKH; ICAO: VTPI), ist ein Militärflugplatz der Royal Thai Air Force (wird jedoch ausschließlich militärisch genutzt).